# Arbeitspädagogik
Arbeitspädagogik oder auch Arbeitsschulpädagogik ist eine der zentralen didaktischen Strömungen zu Beginn des 20. Jahrhunderts. Basierend auf der Anschauungspädagogik des 19. Jahrhunderts, wie sie von Pestalozzi und seinen Forderungen nach Handwerkstätigkeit in der Schule sowie von Diesterweg und anderen vertreten wurde, haben die reformpädagogischen Vertreter der Arbeitspädagogik vor allem Handlungsorientierung in ihre Konzepte eingebracht.
Ihre ideale Schule wurde die Arbeitsschule. Sie galt als konträr zu der in der Praxis überwiegenden Buch- und Paukschule. An führender Stelle der Arbeitspädagogik-Bewegung standen in Deutschland die Reformpädagogen Georg Kerschensteiner (1854–1932), Paul Oestreich (1878–1959), Hugo Gaudig (1860–1923) sowie Otto Scheibner (1877–1961). Allerdings unterschieden sich deren Konzepte deutlich hinsichtlich des Stellenwertes handwerklich-praktischen Lernens und geistiger Lernaktivitäten. Das Prinzip der Selbsttätigkeit wurde zwar von allen Repräsentanten, die einer Arbeitsschule positiv gegenüberstanden, befürwortet, deren gesellschaftspolitische Orientierungen waren jedoch sehr unterschiedlich. Dieses Prinzip wurde häufig am Beispiel der Heimatkunde diskutiert, bezog sich allerdings auf den gesamten Unterricht. Der Bund Entschiedener Schulreformer um Paul Oestreich wollte das Prinzip der Arbeitspädagogik besonders konsequent verwirklichen und verlangte die Integration von Produktionstätigkeit in die Schule. Die von Paul Oestreich angedachte „elastische Einheitsschule“ sollte als Lebensschule und Produktionsschule dienen.
Aber auch Adolf Reichwein mit seinem Vorhabenkonzept, das er in der Schule in Tiefensee praktisch umgesetzt hat, gehört in die Arbeitspädagogik-Bewegung. Besonders in der heute weit verbreiteten Freinet-Pädagogik finden sich viele Ansätze der klassischen Arbeitspädagogik wieder.

## Arbeitspädagogik im Arbeitsleben
Der REFA-Verband nennt Die Anpassung der Arbeit an den Menschen und des Menschen an die Arbeit als Ziele. Während der erste Teil dieser Zielsetzung durch die Ergonomie im Rahmen einer Arbeitsgestaltung stattfindet, wird der zweite Teil durch die Ausbildung von meist erwachsenen Arbeitspersonen erfüllt. Das Wissen sowie die Fähigkeiten zur Ausbildung werden in dem Fach Arbeitspädagogik vermittelt. REFA unterscheidet einerseits den praktischen Blickwinkel

„Arbeitspädagogik als Praxis ist das konkrete Lehren und Lernen des Arbeiters“

andererseits den Lehr-Ansatz

„Arbeitspädagogik als Lehre ist die systematische Aufbereitung und Darstellung von arbeitsbezogenen Kenntnissen, Fertigkeiten und Erfahrungen sowie von Überzeugungen und wissenschaftlich gewonnenen Erkenntnissen zum Zwecke der Weitergabe an andere.“

und abschließend aus wissenschaftlicher Sicht

„Arbeitspädagogik als Wissenschaft untersucht die Bedingungszusammenhänge zwischen den Voraussetzungen, der Durchführung und den Ergebnissen beim menschlichen Arbeitslernen insbesondere in Betrieben.“